# Lac Raccourci
Le lac Raccourci (en anglais : Lake Raccourci) est une étendue d'eau située dans la baie Timbalier dans le sud de la Louisiane aux États-Unis.
Le lac Raccourci est situé à l'intérieur de la baie Timbalier dans la paroisse de Lafourche. Il ne s'agit pas à proprement parler d'un lac mais de la partie intérieure de la baie séparée physiquement par quelques îles (îles Timbalier et île Casse-Tête) et une longue presqu'île qui le sépare également du lac Barré et de la baie Terrebonne. 
Le lac Raccourci est devenu à la fois un lieu d'extraction du pétrole en raison du gisement de pétrole exploité off-shore, ainsi qu'un endroit touristique et de loisirs où se pratiquent, la pêche, la navigation de plaisance, la baignade, etc.